# Flare Flairon
El Flare Flairon o Flairol és un personatge de la cultura popular valenciana, propi de les comarques del Comtat, la Safor i la Vall d'Albaida. És un frare ("flare") gegantí, d'hàbit terròs i amb una gran panxa. Roda pels pobles per a emportar-se als menuts que tenen mal comportament.
A més, es donava la característica que el Flaire Flairon parlava en castellà, en una època en què als pobles valencians sols els forasters parlaven eixe idioma.